# Vierville-sur-Mer
Vierville-sur-Mer er en kommune i Calvados Manche departmentet i Basse-Normandie regionen i det nordvestlige Frankrig.
Landsbyen ligger ud til Den engelske kanal ca. 17 km fra Bayeux.

## Historie
Vierville var den vestligste af de tre kommuner, som udgjorde Omaha Beach under invasionen i Normandiet på D-dag den 6. juni 1944. Strandene ved Vierville havde kodenavnene Dog Green, Dog White og Dog Red. På D-dag gjorde den amerikanske 29. infanteridivisions 116 infanteriregiment samt 2. og 5. Ranger bataljon landgang i ved Dog Green.